# La llave de la puerta secreta
La llave de la puerta secreta es el séptimo álbum de estudio del grupo musical de Argentina Rata Blanca, editado en 2005 por el sello discográfico Tocka Discos.
Este trabajo fue grabado en los estudios La Nave de Oseberg de Buenos Aires, entre el 5 de enero y el 4 de marzo de 2005, y fue masterizado en los estudios Sonovox de Madrid. Las primeras ediciones del álbum venían en una cajita de cartón que a su vez guardaba dentro la caja común del CD, y que permitía acompañar el disco con una pequeña llave, similar a la del arte de tapa.
La temática de las letras está basada, en gran parte, en la famosa novela del escritor Dan Brown, titulada El código Da Vinci. La canción «El gran rey del rock and roll», está dedicado al periodismo que difunde el rock en la Argentina, haciendo alusión al hecho de que tienen ciertas preferencias a la hora de la difusión con los grupos.
El álbum fue presentado en ediciones para Argentina, España y Perú, este último bajo Fans n' Music Records. Como parte de sus festejos por los 25 años, el disco fue re-presentado en el Teatro Ópera el 29 de noviembre de 2013.

## Lista de canciones
| N.º | Título                          | Escritor(es)    | Duración |  |
| 1.  | «Intro»                         | Walter Giardino | 1:48     |  |
| 2.  | «La llave de la puerta secreta» | Walter Giardino | 5:53     |  |
| 3.  | «La otra cara de la moneda»     | Walter Giardino | 5:19     |  |
| 4.  | «Aún estás en mis sueños»       | Walter Giardino | 5:01     |  |
| 5.  | «Indigo»                        | Walter Giardino | 5:20     |  |
| 6.  | «Bajo el poder del sol»         | Walter Giardino | 5:19     |  |
| 7.  | «Blues»                         | Walter Giardino | 8:45     |  |
| 8.  | «El gran rey del rock and roll» | Walter Giardino | 5:26     |  |
| 9.  | «Guitarra española»             | Walter Giardino | 7:41     |  |
| 10. | «Michell, odia la oscuridad»    | Walter Giardino | 4:37     |  |
| 11. | «Mamma»                         | Walter Giardino | 6:11     |  |

## Certificaciones y ventas
| País              | Certificación | Ventas  |
| ----------------- | ------------- | ------- |
| Argentina (CAPIF) | Platino       | 40 000+ |

## Formación
- Adrián Barilari: Voz.
- Walter Giardino: Guitarra
- Guillermo Sánchez: Bajo.
- Fernando Scarcella: Batería
- Hugo Bistolfi: Teclado.

## Ficha técnica
- Claudio Aboy - Arte de tapa
- Daniel Medina, Juan José Fornés - Ingeniería musical
- Roberto Costa, Rodolfo Botto, Alfredo Moles - Producción ejecutiva
- Walter Giardino, Martín Toledo - Grabación, producción y mezcla
- Gonzalo Cabré - Supervisión

## Gira musical
La gira musical de La llave de la puerta secreta se realizó entre los años 2005 y 2008. Abarcó países como Argentina, Perú, España, Chile, Bolivia, Uruguay, Colombia, Ecuador, México, Estados Unidos, Paraguay y Venezuela. Comenzó el 4 de junio de 2005 y terminó el 16 de agosto de 2008. Fueron 3 años de gira presentando ese álbum de estudio.